# Rockelmann

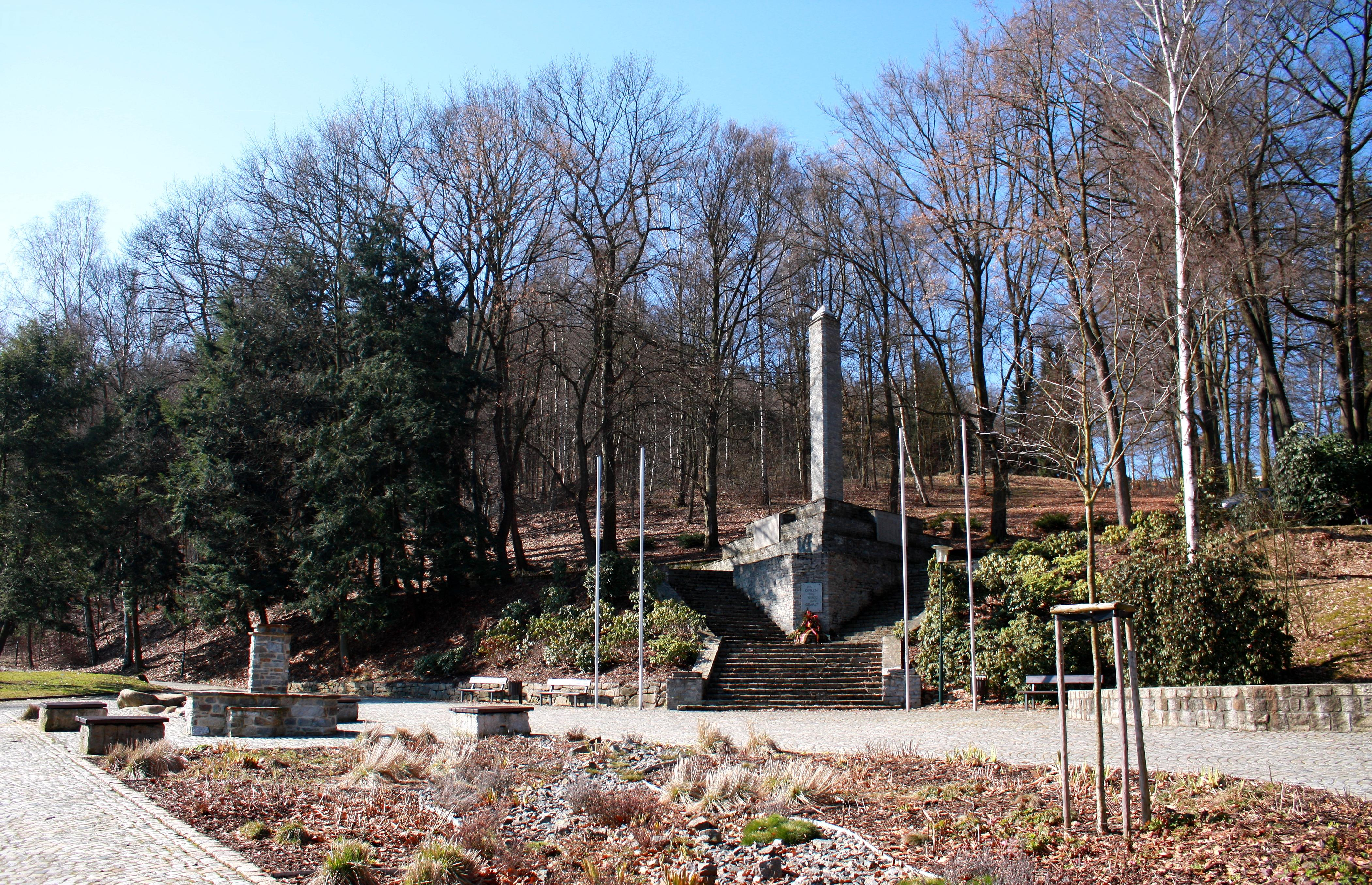
Kriegerehrenmal

Der Rockelmann ist ein Berg im Südsüdwesten der großen Kreisstadt Schwarzenberg im sächsischen Erzgebirgskreis mit einer Höhe von etwa 580 m über NN.

## Allgemeines
Der Rockelmann wurde erstmals 1552 in einer Kirchenrechnung genannt. Die Herkunft des Namens ist unbekannt. Aus den beiden am Nordhang der Erhebung vor Jahrhunderten entstandenen Steinbrüchen entnahm man Granit unter anderem für den Bau der Schwarzenberger St.-Georgen-Kirche in den 1690er Jahren. 1908 gab es ernsthafte Bemühungen zur Errichtung eines Aussichtsturmes auf dem Rockelmann. Curt Rambach hatte beispielsweise dafür das Gedicht "Wos iech erlabt hoo off'n Rokelmaa!" verfasst, das zu Gunsten des Rockelmann-Turmbaues auf einer Postkarte vertrieben wurde. In den 1930er Jahren entstand auf dem Gelände des oberen Steinbruchs die Grenzlandfeierstätte. Der untere Steinbruch wurde in den 1920er Jahren in ein Naturtheater umgewandelt. Ein Stadtteil von Schwarzenberg wurde nach dem Rockelmann benannt.

## Naturtheater
Das am 9. Juli 1924 eingeweihte Naturtheater auf dem Gelände des unteren Rockelmann-Steinbruchs bot zunächst 700 Besuchern Platz und verfügte über eine fahrbare Verschiebebühne vor einer mit Treppen und Steigen versehenen Felswand. In der NS-Zeit wurde es als Naturbühne „Kraft durch Freude“ bezeichnet und u. a. von der Sächsischen Kulturbühne unter Hans Hampe bespielt. Seit den 1960er Jahren ging die Zahl der Aufführungen zurück, das Theater schloss zeitweise ganz und ist heute Bühne für nur noch wenige sporadische Veranstaltungen.

## Denkmal für die Gefallenen des Ersten Weltkrieges
Auf dem früher als Jahnwiese bezeichneten Areal wurde am 10. Oktober 1926 ein Ehrenmal für die im Ersten Weltkrieg gefallenen Schwarzenberger Soldaten durch die Mitglieder des Sächsischen Militärvereins „König Albert“ zu Schwarzenberg feierlich eingeweiht. Die auf der acht Meter hohen gemauerten Säule befestigte schwörende Kriegerfigur wurde vom Chemnitzer Bildhauer Bruno Ziegler geschaffen und wurde im Zweiten Weltkrieg eingeschmolzen. Bei der Sanierung der Säule, die wegen austretender Salze notwendig geworden war, wurde im Oktober 2008 unter der Spitze der Säule eine verlötete Kupferkassette entdeckt, die alte zeitgenössische Banknoten, eine Zeitung, das Programm zur Weihe und einen vom Großvater des Bildhauers Hans Brockhage verfassten Bericht über den Denkmalbau enthielt.

## Grenzlandfeierstätte
Nachdem Anfang der 1930er Jahre die Idee entstanden war, auf dem Gelände des oberen Rockelmann-Steinbruchs eine Anlage für Massenveranstaltungen zu errichten, wurde am 7. April 1934 der erste Spatenstich getan. Ein Großteil der Spreng-, Transport- und Bauarbeiten wurde von Arbeitsdienstpflichtigen bewerkstelligt. Insgesamt kamen 1300 Arbeitsmänner zum Einsatz. Zeitgenössischen Angaben zufolge wurden vom Arbeitsdienst insgesamt 60.000 Tagwerke geleistet, von den Facharbeitern 20.000. An der breitesten Stelle maß die Anlage 102 m, von der Bühne bis zum Turm, der über eine 174-stufige Treppe zu erreichen ist, betrug die Länge 30 m. Im Bereich des rechten Bühnenaufbaus wurde eine Kupferblechbüchse mit Bauunterlagen, einer Tageszeitung und Münzen eingemauert. Noch als Thingplatz geplant, wurde die Anlage am 25./26. Juni 1938 als „Feierstätte der Volksgemeinschaft“ (Grenzlandfeierstätte) eingeweiht und fasste laut einer Bauzeichnung 6500 Sitz- und 5600 Stehplätze. 1950 wurde sie vom Präsidenten der DDR, der persönlich anwesend war, in „Wilhelm-Pieck-Feierstätte“ umbenannt, 1993 erhielt sie den Namen „Waldbühne“. Heute fasst die Anlage maximal 15.200 Besucher, wird aber für Veranstaltungen nur noch selten genutzt.